# آب‌چکان (سرده)
آب‌چِکان (نام علمی: Oenanthe) سرده‌ای از گیاهان از خانواده چتریان است.
بیشتر گونه‌های آن در زمین‌های نمناک، مردابی یا در آب می‌رویند.
چند گونه از آب‌چکان بسیار سمی هستند و سم فعال در آن‌ها اونانتوتوکسین (زهر آب‌چکان) نامیده می‌شود.
جنس آب‌چکان در ایران سه گونهٔ آبزی دارد که معمولاً در برکه‌ها و آبگیرهای مناطق شمالی و باختری ایران می‌رویند.

## نگارخانه

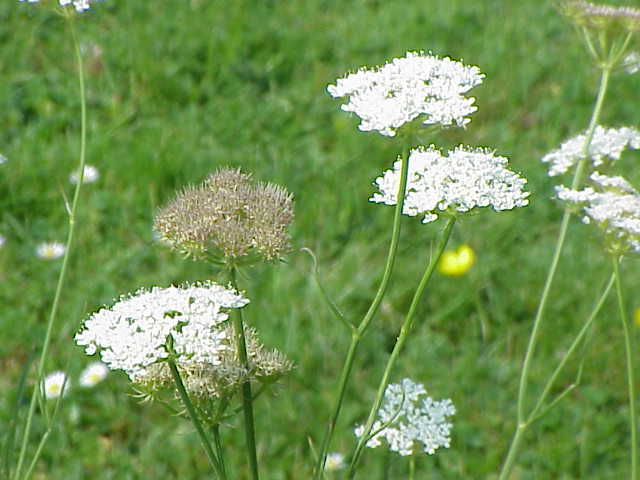
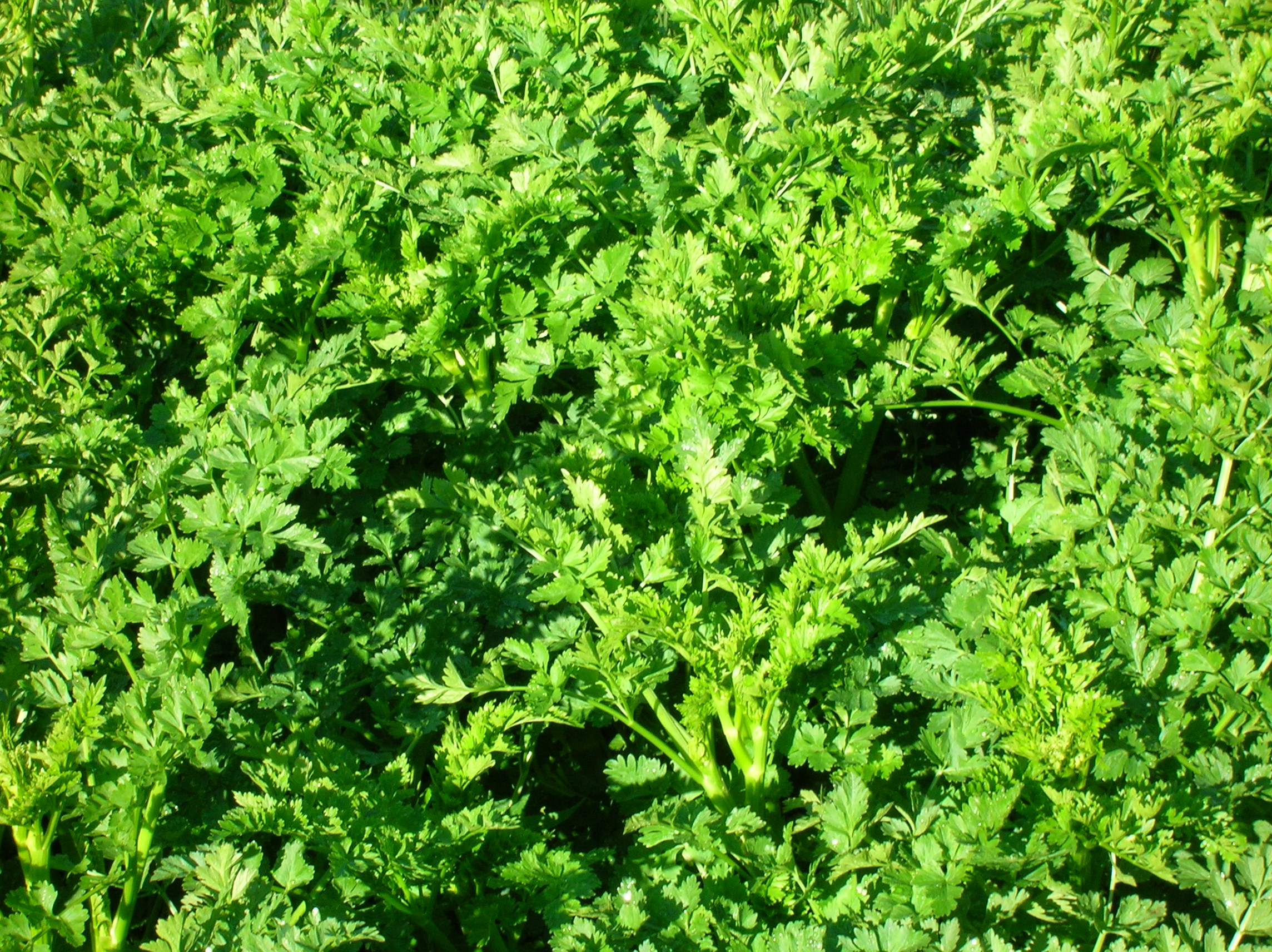
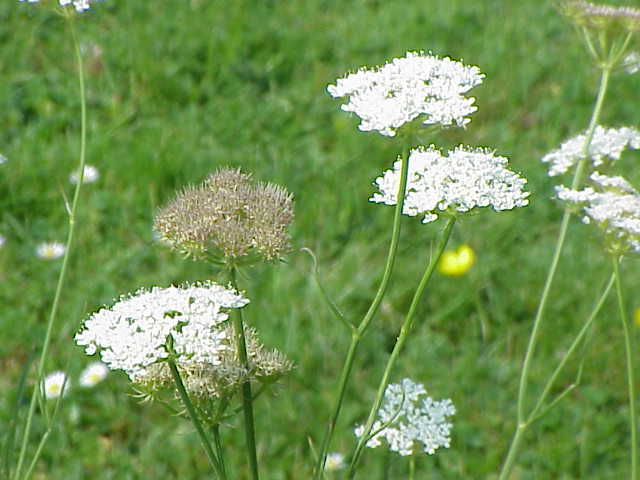